# Acanthorrhynchium altisetulum
Acanthorrhynchium altisetulum är en bladmossart som beskrevs av Fleischer 1923. Acanthorrhynchium altisetulum ingår i släktet Acanthorrhynchium och familjen Sematophyllaceae. Inga underarter finns listade i Catalogue of Life.